# Галактика Вертушка
Галактика Вертушка (M101, Мессьє 101, NGC 5457, англ. Pinwheel Galaxy) — галактика у сузір'ї Велика Ведмедиця. Об'єкт входить в Атлас пекулярних галактик під назвою Arp 26.

## Відкриття
Відкриття галактики було зроблено П'єром Мешаном 27 березня 1781 року. Згодом він повідомив про нього Шарлю Мессьє. Останній уточнив місце розташування об'єкта і додав його в свій каталог одним з останніх записів.
Галактика була класифікована Габблом, як зразок галактики Sc.

## Історія вивчення

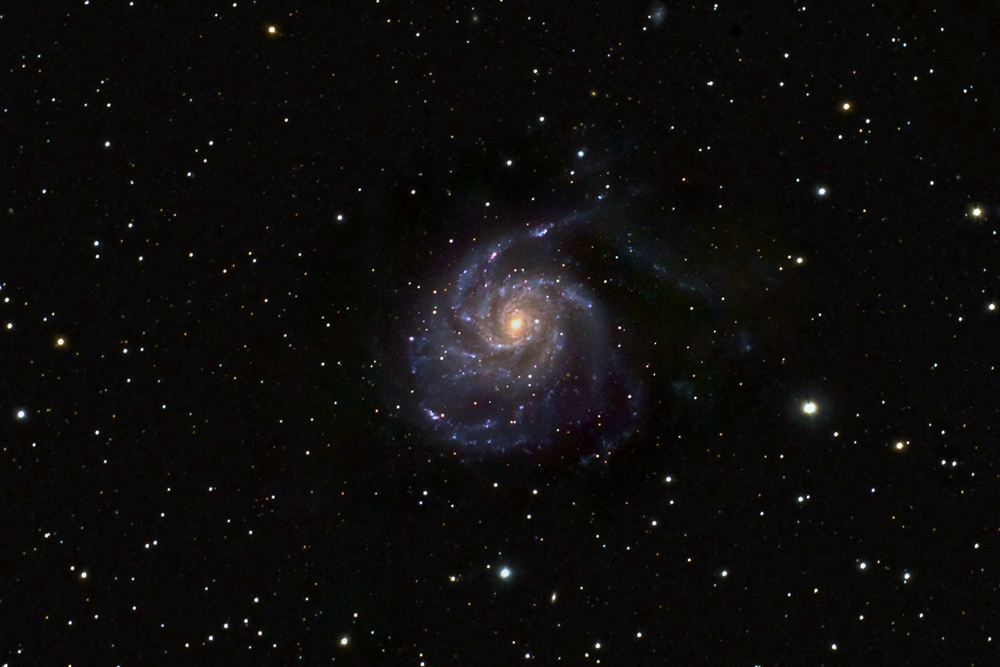
Галактика Вертушка

П'єр Мешан, першовідкривач М101, описав її як "туманність без зірки, дуже неясна, але велика: від 6' до 7' в діаметрі, між лівою рукою Волопаса і хвостом Великої Ведмедиці".
Вільям Гершель писав у 1784 році, що 7-, 10- і 20-футові рефлектори показували плямистий вигляд туманності.
Лорд Росс вивчав M101 в свій 72-дюймовий рефлектор протягом другої половини XIX століття. Він першим створив обширний опис і зробив замальовки цієї спіральної структури.
Спостереження спіральної структури М101 за допомогою сучасних аматорських телескопів вимагає апертури (діаметра об'єктива) від 50 мм і мінімально засвіченого (заміського) неба, зважаючи на відносно невисоку поверхневу яскравість цього об'єкта. При гарних умовах і з телескопом діаметром від 150—200 мм в гілках цієї галактики можна побачити до десятка зоряних асоціацій.
У галактиці було зареєстровано три спалахи наднових: SN 1909A, SN 1951H і SN 1970G.

## Характеристики
Галактика Вертушка має добре розвинені спіральні рукави наповнені яскравими зорями, розсіяними зоряними скупченнями (їх видно на фото як яскраво-блакитні ділянки) та газо-пилевими хмарами, що проступають темними смугами поглинаючи світло від зір, розташованих позаду них.
М101 ми бачимо плазом; вона дуже схожа на наш Чумацький Шлях, тільки за розмірами набагато більше. Галактика має яскраво виражені спіральні рукави і невеликий компактний балдж.
28 лютого 2006 року NASA і ESA випустили дуже докладний знімок спіральної галактики. На сьогодні — це найбільший і найдетальніший знімок галактики зроблений телескопом Габбла. Знімок був складений з 51 окремого кадру.
У 2009 році орбітальний телескоп Чандра зробив фотографію галактики в рентгенівському діапазоні. Синій колір на знімку вказує на розігрітий газ, зосереджений навколо нейтронних зірок і чорних дір.
M101 має п'ять відомих галактик супутників: NGC 5204, NGC 5474, NGC 5477, NGC 5585, і Холмберг IV.

## Наднові
Окрім SN 1909A, SN 1951H і SN 1970G, в галактиці M101 були зафіксовані наступні наднові:
- 24 серпня 2011 року вдалося зареєструвати вибух наднової SN 2011fe типу Ia, що початково була ідентифікована як PTF 11kly;
- 21 травня 2023 року астрономи зафіксували наднову зірку SN 2023ixf[6]. Наднову можливо спостерігати поблизу межі, що відокремлює сузір'я Велику Ведмедицю від Волопаса і, як зазначається, вона є найближчою надновою до Землі за десятиліття[7].

## Навігатори
| ◄ NGC 5453 \| NGC 5454 \| NGC 5455 \| NGC 5456 \| NGC 5457 \| NGC 5458 \| NGC 5459 \| NGC 5460 \| NGC 5461 ► |

Координати:  14г 03м 12.6с, +54° 20′ 57″